# Mistrial (album)
Mistrial – czternasty album Lou Reeda wydany 26 czerwca 1986 przez wytwórnię RCA Records. Nagrań dokonano w 1986 w The Power Station (Nowy Jork). 

## Lista utworów
1. "Mistrial" (L. Reed) – 3:20
2. "No Money Down" (L. Reed) – 3:09
3. "Outside" (L. Reed) – 3:02
4. "Don't Hurt a Woman" (L. Reed) – 3:59
5. "Video Violence" (L. Reed) – 5:35
6. "Spit It Out" (L. Reed) – 3:39
7. "The Original Wrapper" (L. Reed) – 3:37
8. "Mama's Got a Lover" (L. Reed) – 4:12
9. "I Remember You" (L. Reed) – 3:13
10. "Tell It to Your Heart" (L. Reed) – 5:08

## Skład
- Lou Reed – śpiew, gitara
- Eddie Martinez – gitara
- Fernando Saunders – gitara basowa, programowanie automatu perk., śpiew, gitara w "Tell It To Your Heart" i "Don't Hurt A Woman", pianino w "I Remember You", syntezator i instr. perkusyjne w "Outside"
- Rick Bell – saksofon tenorowy "No Money Down"
- J.T. Lewis – perkusja, instr. perkusyjne
- Sammy Merendino – instr. perkusyjne, programowanie automatu perk.
- Jim Carroll – dalszy śpiew w "Video Violence"
- Rubén Blades – dalszy śpiew w "I Remember You" i "Tell It To Your Heart"

produkcja
- Lou Reed – producent
- Fernando Saunders – producent